# Popówek Włościański
Popówek Włościański (pronunciación en polaco: /pɔˈpuvɛk fwɔɕˈtɕaj̃skʲi/) es un pueblo ubicado en el distrito administrativo de Gmina Głowno, dentro del condado de Zgierz, voivodato de Łódź, en el centro de Polonia.  Se encuentra aproximadamente a 7 kilómetros al noroeste de Głowno, a 23 kilómetros al noreste de Zgierz, y a 27 kilómetros al noreste de la capital regional, Łódź.